# Mateo Bravo
Mateo Bravo Carrillo (nacido el 31 de mayo de 1949 en México) es un exfutbolista mexicano que jugó de portero. Se convirtió en uno de los máximos ídolos e históricos futbolistas para los Tigres UANL, ya que siendo el arquero suplente, se vuelve en el héroe de los felinos y una de las leyendas de la portería.

## Carrera
Nacido el 31 de mayo de 1949 en el Distrito Federal, Mateo se inició como extremo izquierdo en las Reservas de los Pumas, donde estuvo tres años, y luego pasó al América.
Durante una gira por Chiapas, se lesionaron los dos porteros del equipo y Mateo se fue como portero, puesto que lo elevaría posteriormente en sus otros equipos.
En 1968 fue considerado el mejor portero juvenil del Torneo de los Barrios organizado por un periódico de la capital y en 1969 fue llamado a la selección nacional juvenil.
En el Torneo de la Concacaf, México empató sin goles con Bermudas pero, como no había serie de penales, el campeonato se decidió en un "volado" que perdieron los tricolores.
Su debut en el futbol profesional fue con el Pachuca en 1971, donde el ex-técnico del Monterrey, el argentino Enrique Álvarez Vega, le dio la oportunidad en Primera División.
Con los Tuzos descendió en 1973-74 y a la siguiente campaña fue adquirido por los Tigres, quienes debutarían en el máximo circuito esa temporada 74-75 precisamente.

### Tigres UANL
Su presentación como Tigre fue el 25 de julio de 1974 en un juego internacional que empataron 1-1 con el Werder Bremen de Alemania en el Volcán, con goles de Marcos Menéndez y Braxd, por los teutones.
Mateo entró en el segundo tiempo por el arquero de ese momento, el héroe de la final de Segunda División: José Luis Brizuela.
En la Liga debutó en la jornada 4, luego de que Brizuela se dislocó el dedo meñique en San Luis Potosí, donde el Potosino vapuleó 4-1 a los auriazules.
Ya para la octava fecha, Mateo era titular porque Brizuela sufrió una tremenda baja de juego, pero en la recta final Enrique "Ojitos" Meza se adueñó de la portería.
Casi toda su carrera con los Tigres, Mateo fue suplente. Sin embargo, apareció en los momentos culminantes de la historia para realizar increíbles hazañas que le dieron la inmortalidad.
En la final de Copa en 1975-76 ante Club América, Mateo iba a ser portero titular pero por una picadura de araña en el pie tuvo que ser descartado y en su lugar jugaría Enrique Meza, el ex guardameta de la máquina de Cruz Azul. Sin embargo, el campeonato copero también se le atribuye al cancerbero Bravo. Su revancha la iba a tener en esa misma temporada 75-76 pero ahora en el Campeón de Campeones ante el mismo rival, pero en esta ocasión las águilas pegaron fuerte al Tigre ya con Mateo "El Portero Volador" como titular.
En 1977-78 Pilar Reyes era entonces el portero número uno de México y, por tanto, acudió al Campeonato Mundial de Argentina en 1978, precisamente cuando los Tigres se aprestaban a disputar el campeonato. Fue en ese momento cuando el técnico uruguayo Carlos "Tanque" Miloc, decidió que en la banca tenían a un gurdameta de respeto que años antes ya había sido campeón de la Copa y subcampeón de campeones. Era el gran momento de Mateo Bravo y en la liguilla fue determinante para que siguieran avanzando y finalmente vencer a los Pumas de la UNAM y así ganar el primer título de Liga en toda la historia de los Tigres.
En 1979-80, Pilar Reyes era más titular que nunca y ahora sí le tocó disputar la final de Liga ante el mejor equipo de esa década, el Cruz Azul. El gran favorito eran los celestes de Nacho Trelles, pero Tigres tenía un gran equipo conocido como "Los Monstruos Sagrados" comandados por el peruano Claudio Lostanau y jugadores como Reyes, Boy, Batocletti, Barbadillo, Gómez Junco, Azuara, Alacrán Jiménez y en la banca un Mateo Bravo, quien otra vez iba a tener participación en una final de Liga como dos años antes; ya que, gracias a las grandes habilidades de Pilar Reyes, el técnico Lostanau tuvo que habilitarlo como delantero y en su lugar poner en la portería a Raúl Ruiz, pero no podía dejarlo ahí y decide meter al gran "San Mateo". Dicha final no lograron ganarla pero el Estadio Azteca reconoció el esfuerzo de todo el equipo, especialmente a Pilar y a Mateo; el encuentro terminó 3-3 (4-3 global a favor de los azules).
En 1981-82, Mateo Bravo se iba a afianzar nuevamente de la portería auriazul, ya que su compañero (Pilar Reyes) otra vez se iba a ausentar, esta vez por una lesión. En la liguilla, el viejo lobo de mar Carlos Miloc habilita al "Portero Volador" como titular y así conseguir la segunda estrella de Liga. Las actuaciones del portero mexicano en la final asombraron una vez más al Estadio Azteca, que tenía la revancha de ahora sí coronarse pero contra los Potros de Hierro del Atlante, con sus grandes lances en tiempo regular, atajadas al mismísimo Cabinho y su valentía para defender su arco, le valieron para irse hasta los penales y ahí atajar dos (a Sergio Lira y Eduardo Moses), el único penal recibido fue por el también arquero Ricardo Antonio La Volpe. El encuentro finalizó en los penales 1-3, siendo un verdadero héroe en esa tarde ante el Atlante y poder conquistar la Liga número 2 proclamándose todo un histórico y legendario portero de los felinos.
En total disputó 10 Clásicos Regios, ganó tres campeonatos y 5 liguillas.

## Clubes

### Trayectoria
| Club                   | País   | Año         |
| ---------------------- | ------ | ----------- |
| Club de Fútbol Pachuca | México | 1971 - 1974 |
| Tigres de la UANL      | México | 1974 - 1986 |
| Cobras de Querétaro    | México | 1986 - 1987 |
| Club de Fútbol Atlante | México | 1987 - 1988 |

## Palmarés

### Campeonatos nacionales
| Título  | Club        | País   | Edición   |
| ------- | ----------- | ------ | --------- |
| Copa MX | Tigres UANL | México | 1975-1976 |
| Liga MX | Tigres UANL | México | 1977-1978 |
| Liga MX | Tigres UANL | México | 1981-1982 |